# Killinkere

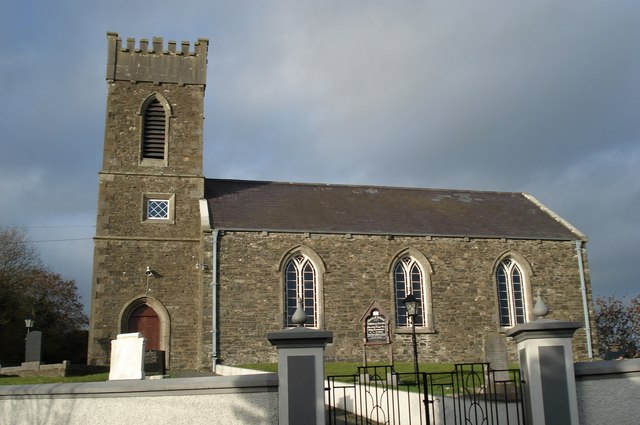
Paroisse de Killinkere

Killinkere est une paroisse administrative du Comté de Cavan en Ulster, Irlande. Elle comptait environ 76 000 habitants en 2006.